# دايفيد باترسون
دايفيد باترسون (بالإنجليزية: David Patterson)‏ هو معلم موسيقى وعازف بيانو أمريكي، ولد في 20 نوفمبر 1966.